# Tesifonte Gallego
Tesifonte Gallego García (Montejo de Arévalo, 1860-Hellín, 19 de noviembre de 1918) fue un periodista, escritor y político español.

## Biografía
Nació en 1860 en Montejo de Arévalo (Segovia). Doctorado en Derecho, se dedicó al periodismo, siendo redactor de El Liberal y el Heraldo de Madrid. Recibió la Cruz del Mérito Militar por sus crónicas de la guerra de Melilla. Fue militante del Partido Liberal ligado a José Canalejas.
En 1885 marchó a Cuba, donde se erigió en experto en política cubana y en 1892 publicó Cuba por fuera, obra imprescindible para el conocimiento de la isla de finales del siglo XIX. En 1896 fue elegido diputado por el distrito de Pinar del Río. 
En 1893, Tesifonte Gallego García cubrió la guerra de Melilla de 1893. Desde Tánger remitía a lo largo del mes de noviembre, bajó el título común de «Tánger. La cuestión marroquí», el desarrollo del conflicto y las noticias de cuanto circulaba en la capital diplomática del Imperio y los propios diarios marroquíes.
Tesifonte Gallego García era doctor en derecho civil y canónico, licenciado en derecho administrativo y militante del Partido Liberal. En 1885 marchó a Cuba, donde se erigió en experto en política cubana y en 1892 publicó Cuba por fuera, obra imprescindible para el conocimiento de la isla de finales del siglo XIX.
En 1896 fue elegido diputado por el distrito cubano de Pinar del Río. Regresó a España. Desde esa esfera, se convirtió corresponsal de Guerra de El Liberal y del Heraldo de Madrid. Recibió la Cruz del Mérito Militar por sus crónicas de la guerra de Melilla de 1893. 
En el otoño de 1895, siendo corresponsal del Heraldo, documentó las vicisitudes de la expedición de Carrillo y otras expediciones que tenían como base Cayo Hueso, como las de Collazo, antes de marchar a la trocha de Mariel. Ya dijimos que las trochas eran líneas militares cuyo objetivo era resguardar el territorio de las fuerzas insurrectas e impedir el paso de sus partidas guerrilleras. Las dos más conocidas fueron la trocha de Mariel-Majana, situada al oeste de La Habana, para aislar la provincia de Pinar del Río; y la trocha del Júcaro-Morón, que dividía la isla en dos mitades." 
En abril de 1896, bajo la protección de Fernández Bernal, el periodista y diputado, gira visita de inspección a la línea militar de Pinar del Río, por donde es diputado. Ambos realizan el viaje de La Habana a la Trocha en la semana final de abril de 1896. Satisfecho de su visita, envió al periódico de José Canalejas, un amplio cablegrama, donde se mostraba impresionado de las labores constructivas del ejército español, la buena localización de los fuertes, el papel de los centinelas y de las guerrillas españolas, al tiempo que felicitaba la labor del general Arólas, y pedía cierto aumento de fuerzas militares.
Regresó a España. Fue diputado por Huelva y Albacete, donde una de las calles principales del centro de la capital provincial lleva su nombre gracias al impulso que dio a esta ciudad. En 1910 fue nombrado director general de Agricultura, Minas y Montes del Gobierno de Canalejas. Falleció en Hellín en 1918.
Fue diputado cunero por el distrito de Valverde del Camino (1905-1906). Posteriormente, Tesifonte Gallego volvió a la política nacional, a medio camino entre Albacete y Huelva. Se casó en Hellín con Basilisa Falcón, perteneciente a una ilustre familia albaceteña, actuando como padrino de bodas el propio José Canalejas. En 1901 fue nombrado Caballero no militar por su labor durante la guerra de Cuba. Fue designado diputado en 1901 por Hellín y en 1905 por el distrito de Valverde del Camino para la legislatura 1905-1907. Por aquel entonces, vivía en la madrileña calle de Romanones.
En aquel año y medio de vida parlamentaria los vimos defender los intereses económicos de la agricultura y postularse para un cargo técnico, pero no observamos nada específico para la provincia de Huelva o para la comarca minera de Valverde del Camino. 

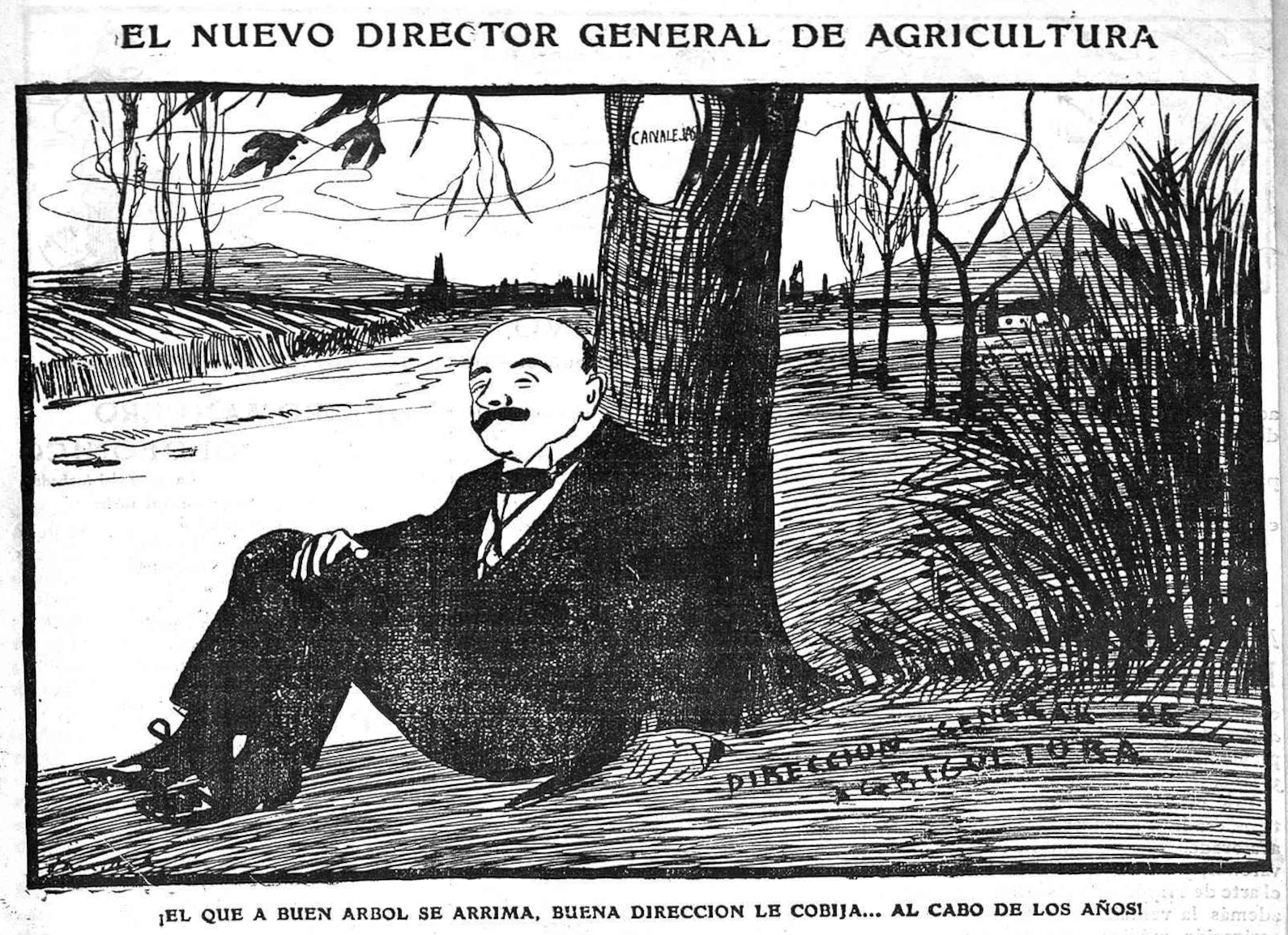
Caricatura sobre el nombramiento de Tesifonte Gallego como nuevo director general de Agricultura. «¡El que a buen árbol [Canalejas] se arrima, buena dirección le cobija... al cabo de los años!»

El 4 de enero de 1907 fue nombrado director general de Agricultura, cargo que ostentó de manera muy efímera. En el Valverde de finales de la década de 1910, se popularizó un cuplé localista adaptado a la música de «Mala Entraña», de Juan Martínez Abades, que cantaba Raquel Meller. El cuplé modificado criticaba el cunerismo, a los políticos del sistema caciquil y defendía, por el contrario, a los candidatos a diputados capaces de defender los intereses obreros, como el abogado y líder republicano Eduardo Barriobero Herrán:
«El partido liberal... se desatina
porque quiere que votemos a Limón...
y nos ponen por delante una Cortina...
y a nosotros, nos está chico el telóón.
Ni Cortina ni Limón, ni Fiscowich,
ni Rebollo, ni Tesifonte Gallego...
diputado por Valverde ha de salir,
quien defiende los derechos del obrero
¡Valverdeño!, ¡valverdeños!
hay convencerse, sii..
hay que-,decirle a Limón, ¡ que no !
y a Barriobero...¡sí!
En 1910, Tesifonte Gallego fue elegido diputado por Albacete, pero el mismo año fue nombrado, de nuevo, director general de Agricultura, Minas y Montes por el gobierno de José Canalejas, en sustitución de Carlos Griozard, con general satisfacción. Entonces, manifestaba su propósito de codificar la ley de minas y de unificar todas las reales órdenes contradictorias en materia de industria y comercio. Falleció en Hellín en 1918.

## Obra
- Cuba por fuera (1892)
- La insurrección Cubana: Crónicas de la Campaña (1897)
- Memoria del Director General de Agricultura, Minas y Montes (1912)